# Daji (Comores)
Cet article concerne le village des Comores. Pour le personnage historique Chinois, voir Daji.
Dadji est une ville de l'union des Comores, situé sur l'île d'Anjouan. En 2010, sa population est estimée à 3 012 habitants.